# ايلي مارينثال
إيلي ديفيد مارينثال  (مواليد 6 مارس 1986). هو ممثل أمريكي .

## الحياة الشخصية
وُلد مارينثال في سانتا مونيكا بكاليفورنيا عام 1986 لأبوين بيني مارينثال وجوزيف كروس. لديه شقيقان ، الممثلان هارلي كروس وفلورا كروس .  مارينثال يهودي . [بحاجة لمصدر أفضل] بالإضافة إلى العمل في مجال التمثيل ، كتب مارينثال وأدى عمله الخاص كشاعر وراقص وكاتب مسرحي.[بحاجة لمصدر]
تخرج مارينثال من مدرسة إيست باي الفرنسية الأمريكية الخاصة في بيركلي ،   حيث يتعلم جميع الطلاب التحدث باللغة الفرنسية وحضور الفصول بلغتين ، ومن مدرسة بيركلي الثانوية في عام 2004.  تخرج بامتياز مع مرتبة الشرف من جامعة براون في عام 2008 بتخصص مزدوج في الأدب المقارن ودراسات التنمية الدولية.  كما أنه حاصل على درجة الماجستير في دراسات التنمية من جامعة براون.  منذ فبراير 2019 ، مارينثال مرشح لنيل درجة الدكتوراه في الجغرافيا بجامعة كاليفورنيا ، بيركلي . 

## فيلموغرافيا

### أفلام
| سنة  | فيلم                           | وظيفة                          | ملاحظات                            |
| ---- | ------------------------------ | ------------------------------ | ---------------------------------- |
| 1996 | من غير المحتمل انجيل           | ماثيو بارتيلسون                |                                    |
| 1997 | الحب الأول ، آخر الطقوس        | أدريان                         |                                    |
| 1998 | الأحياء الفقيرة في بيفرلي هيلز | ريتشارد "ريكي" Abromowitz      |                                    |
| 1998 | صقيع                           | سبنسر                          |                                    |
| 1999 | فطيرة امريكية                  | ماثيو "مات" ستيفلر             |                                    |
| 1999 | عملاق الحديد                   | هوغارث هيوز (صوت)              | جائزة آني لأفضل تمثيل صوتي في فيلم |
| 2001 | الفطيرة الأمريكية 2            | ماثيو "مات" ستيفلر             |                                    |
| 2002 | البلد يحمل                     | دكستر "ديكس" بارينجتون         |                                    |
| 2003 | باتمان: سر باتومان             | روبن / تيموثي "تيم" دريك (صوت) |                                    |
| 2004 | اعترافات ملكة الدراما المراهقة | سام "صموئيل"                   |                                    |

### التلفاز
| سنة       | مسلسلات تلفزيونية  | وظيفة                          | ملاحظات                                                            |
| --------- | ------------------ | ------------------------------ | ------------------------------------------------------------------ |
| 2000      | تطرق من قبل الملاك | يوحنا                          | ضيف النجم: الحلقة - بيت منقسم                                      |
| 2000      | باتمان بعدها       | داك                            | ضيف ستار: الحلقة - أين تيري                                        |
| 2000-2001 | تاكر               | تاكر بيرس                      | سلسلة عادية                                                        |
| 2001-2002 | مشروع زيتا         | يونغ زي                        | ضيف ستار: 4 حلقات - تغيير القلب ، والظلال ، هدية رو ، ارتفاع النهر |
| 2002      | صدمة ثابتة         | روبن / تيموثي "تيم" دريك       | ضيف ستار: الحلقة - الدوريات الكبيرة                                |
| 2003      | فيلمور!            | ديريك مينا ، ستينغراي المحوسبة | ضيف النجم: الحلقة - عجلتان ، خنق كامل ، بدون فرامل                 |
| 2017-2019 | القطب الشمالي      | الفنلندي                       | سلسلة عادية                                                        |

## روابط خارجية
- ايلي مارينثال في قاعدة بيانات الأفلام على الإنترنت